# Oyster card (pay as you go) no National Rail
O Oyster card (pay as you go) é uma versão do Oyster card, onde é possível carregar o cartão com dinheiro, e gastá-lo apenas quando se passa o cartão nas máquinas, no final de cada viagem. O cartão pode conter até £90 de crédito.